# Sabaku Village
Sabaku Village, is een wijk in Paramaribo in Suriname. Het werd aangelegd vanaf 2019
In oktober 2019 kondigde president Desi Bouterse aan dat er een woningbouwproject in Sabakoe gepland werd, dat met hulp van een schenking van China gebouwd gaat worden. Het gaat om een project van 350 huizen.
De toewijzing van de percelen leidde in juni 2022 tot onenigheid in de coalitie van kabinet-Santokhi. Er bleken veel toegewezen te zijn aan politici en rijke mensen, wat vooral op kritiek van VHP-parlementariërs op de ABOP kwam te staan. Fractieleider Obed Kanapé (ABOP), die zelf ook twee percelen toegewezen was, wilde Asis Gajadien (VHP) niet langer als woordvoerder van de coalitie. Vicepresident Ronnie Brunswijk reageerde dat politici ook huizen nodig hebben.
Enkele weken later volgden protesten onder leiding van Organic Movement. President Chan Santokhi reageerde onder meer door de uitgegeven grond van Sabaku Village voor meer dan een half jaar op te schorten. In september 2023 zei president Santokhi dat door het ingrijpen in Sabaku Village 140 percelen waren vrijgekomen.